# Прешниця
Прешниця (словен. Prešnica) — поселення в общині Хрпелє-Козіна, Регіон Обално-крашка, Словенія. Висота над рівнем моря: 459,2 м.